# Area archeologica Rassica
L'area archeologica Rassica, così chiamata dalla presenza in loco di una segheria, è un'area archeologica situata in località Rassica di Castel Goffredo, in provincia di Mantova. Già da alcuni anni la zona è sottoposta al vincolo di tutela in base alla legge 1089/39, come "interesse archeologico particolarmente importante".

## Storia

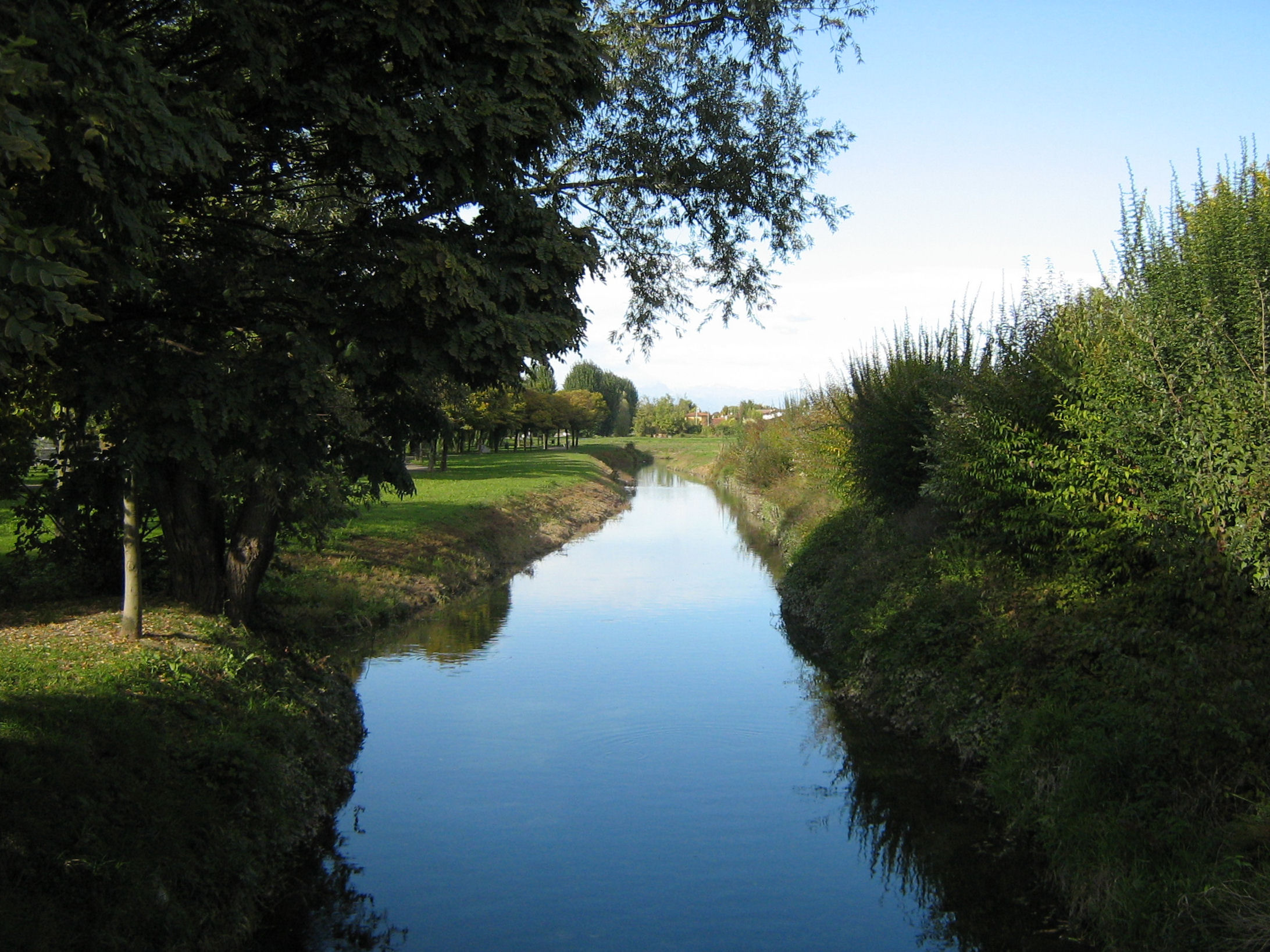
Il torrente Tartaro nei pressi della Rassica.

L'insediamento, della media età del bronzo, posto su un dosso occupato da una terramara sulla riva sinistra del torrente Tartaro, a sud del centro abitato di Castel Goffredo, venne scavato a fine Ottocento da don Luigi Ruzzenenti, appassionato archeologo. 
Durante gli scavi vennero alla luce tracce di buchi da palo in una fossa a due metri dal piano campagna, con andamento est-ovest, il che fa supporre la presenza di capanne su palafitte. Nell'area è presente anche un fontanile, utilizzato al tempo dagli abitanti come risorsa alimentare. Furono inoltre rinvenuti una notevole quantità di frammenti in ceramica, oggetti in bronzo (aghi e spilloni), di osso e di corno. Numerosi oggetti in pietra lavorata, tra cui un pugnale di silice e una cuspide di freccia ed oggetti in terracotta, tra i quali un vaso e due tazze con manico. Della scoperta venne informato l'illustre archeologo Luigi Pigorini, col quale Ruzzenenti intratteneva fitta corrispondenza.
L'importanza della scoperta della terramara venne ufficializzata nel maggio 1892 quando il paletnologo Pompeo Castelfranco (1843-1921), ispettore degli scavi e dei monumenti di antichità di Milano, fece visita al sito e raccolse preziose informazioni riguardanti il periodo storico. Particolare menzione venne data dal prof. Castelfranco sul ritrovamento dello scheletro di un bue, ricomposto nel museo di Milano e ucciso secondo un rito dei terramaricoli.
Molto materiale venne inviato al Museo Luigi Pigorini di Roma e al Civico museo archeologico di Milano.
L'area archeologica è stata oggetto di indagine da parte della Soprintendenza archeologica della Lombardia nella prima metà degli anni Novanta.